# Nathanja
Nathanja (Natanja) ist ein Vorname, abgeleitet aus dem Hebräischen.

## Bedeutung
Der Name Nathanja letzt sich aus den Elementen נתן „er hat gegeben“ und יהו jahu (Kurzform von JHWH): „der Herr hat gegeben“.
In der Vulgata wird der Männername Netanja als Nathania, bzw. Natania geschrieben. Heute ist der Name überwiegend als Frauenname geläufig.
Namensvarianten sind die männlichen Namen Netanja und Jonathan.
Die Namen Nathan und Nathanael sind mit Nathanja verwandt.

## Namenstag
Es wurde bis jetzt (Stand 2008) noch kein Kalendertag als Namenstag festgelegt.

## Bekannte Namensträgerinnen
- Nathanja Hüttenmeister (* 1967), deutsche Judaistin